# (27952) Atapuerca
(27952) Atapuerca est un astéroïde de la ceinture principale.

## Description
(27952) Atapuerca est un astéroïde de la ceinture principale. Il fut découvert le 11 août 1997 à Costitx par Ángel López et Rafael Pacheco. Il présente une orbite caractérisée par un demi-grand axe de 2,38 UA, une excentricité de 0,08 et une inclinaison de 5,8° par rapport à l'écliptique.

## Compléments